# Casa Josep Alonso
La Casa Josep Alonso és una obra de Vilanova i la Geltrú (Garraf) protegida com a Bé Cultural d'Interès Local.

## Descripció
Es tracta d'un habitatge unifamiliar entre mitgeres fent cantonada. Està compost per un cos principal de planta baixa i dues plantes pis i un cos secundari d'una única planta. El cos principal té la segona planta retirada de l'alineació del carrer de Sitges i forma un terrat a façana. La caixa d'escala central i colomar que sobrepassa la segona planta, separa dos terrats laterals i es cobreix amb una teulada a dues vessants. El cos secundari és cobert amb un terrat accessible des de la galeria de la planta primera.
Les parets de càrrega són de paredat comú i tàpia. Els forjats són d'embigat de fusta. Els terrats són a la catalana i les cobertes són de teula àrab.
La façana del carrer de Sitges és de composició simètrica amb sòcol, galeria de cinc arcs de mig punt a la primera planta i terrat superior amb obertures amb llinda. La façana del carrer Mascaró és d'amplada més petita amb l'accés principal i un balcó de poca volada a cada planta.